# Brita Ahnoff
Brita Ahnoff, född Atterberg 2 oktober 1915 i Göteborgs Oskar Fredriks församling, Göteborg, död 2 februari 2007 i Örgryte församling, Göteborg, var en svensk språklärare och konstnär.
Hon var dotter till telegrafkommissarie Gustaf Edvin Atterberg och Gertrud Magdalena Cederberg.
Ahnoff studerade vid Göteborgs högskola och blev fil. mag. i språk. Som konstnär var hon autodidakt men deltog i teckningskurser för Rudolf Flink på Slöjdföreningens skola i Göteborg. Hon medverkade i bland annat utställningen Unga tecknare och decemberutställningarna på Göteborgs konsthall.
Hon var gift med konstnären Tore Ahnoff (1917–2016). De är begravda på Östra kyrkogården i Göteborg.